# 大型自動二輪車

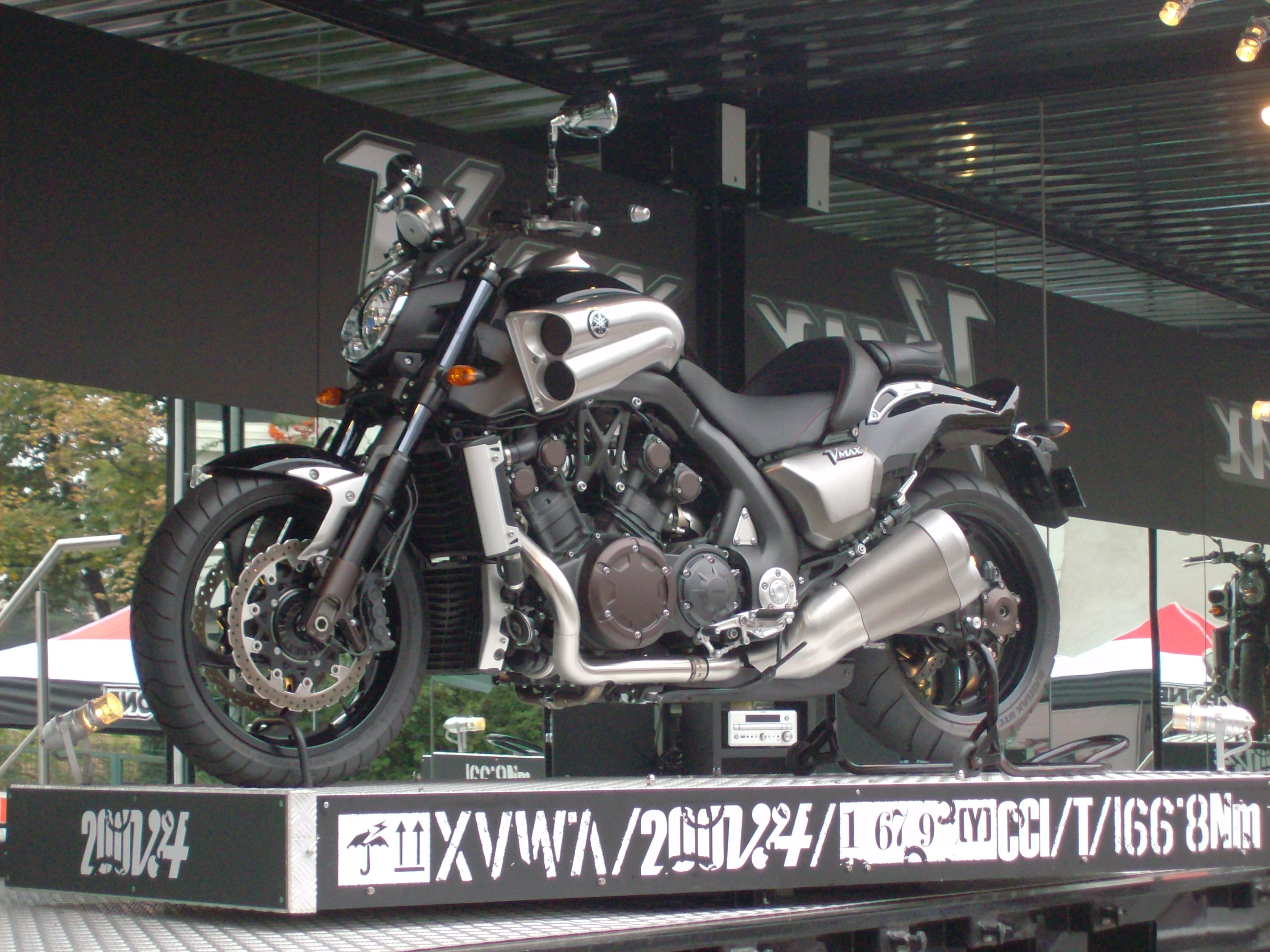
ヤマハ・VMAX（1679ccの大型自動二輪車）

大型自動二輪車（おおがたじどうにりんしゃ）とは、日本の道路交通法によるオートバイの区分のひとつで、総排気量400ccを超えるもの、あるいは定格出力が20kWを超えるものを指す。

## 概要
大型自動二輪車は、道路交通法施行規則において「総排気量0.400リットルを超え、又は定格出力が20.00キロワットを超える原動機を有する二輪の自動車（側車付きのものを含む。）で、大型特殊自動車及び小型特殊自動車以外のもの」と定義されている。
道路運送車両法では総排気量0.250リットルを超える二輪自動車は「二輪の小型自動車」に分類され、大型自動二輪車も含まれる。運輸支局への届出により自動車検査証が交付され、車両番号が指定される。したがって、高速自動車国道法では自動車として扱われ、高速道路を走行することができる。
運転には大型自動二輪車運転免許が必要で、18歳から取得でき、運転免許証には「大自二」と記載される。

## 運転免許および免許証の変遷
1960年（昭和35年）以降、現在の大型自動二輪免許に相当する運転免許証は「自動二輪免許」で、250ccを超えるオートバイの区分であった。また、軽免許の上位免許として、360cc以下の軽三輪車と軽四輪車を運転できた。
1965年（昭和40年）9月1日に軽免許（二輪車は250cc以下、三輪車と四輪車は360cc以下）が廃止されて、二輪免許の区分が50cc超に変更されたことに伴い、この時点で小型特殊免許と原動機付自転車免許以外の運転免許証（軽免許を含む）を保有していた者に、付帯免許として与えられ、スラングで「ポツダム免許」と呼ばれた。これにより、1947年生以前の人の中には、オートバイの乗車経験が無くても大型自動二輪免許を取得している場合がある。1965年（昭和40年）から、普通自動車免許、大型自動車免許では原動機付自転車（50cc以下）しか運転できなくなった。二輪免許の技能教習と技能試験は、125ccの教習車を用いるように変更され、1972年（昭和47年）には教習車は400ccに戻された。
1975年（昭和50年）より、運転免許試験場での技能試験または自動二輪免許（中型限定免許）からの限定解除審査の合格者のみに交付された（いわゆる「一発試験」）。しかし、その合格者数は概ね全受験者の1%であったため「司法試験より難しい」と揶揄されるほど極めて難関で、400cc限定の無い二輪免許そのものが高嶺の花となった状況が続いた。
こうした状況を変えたのは、日本のオートバイ製造企業やバイクユーザーではなく、ハーレーダビッドソンやBMWモトラッドの国外自動車メーカーからの『外圧』であった。「大型輸入バイクが売れないのは日本の運転免許制度が原因で、非関税障壁となっている」と、1990年代から年次改革要望書などを通じて、強く規制緩和を求められる様になった。
これに対して「ベストライダースクール」等と称した、事前審査の免除および実技試験合格率向上のための指導講習が、運転免許試験場で行われるようになり、講習受講者の合格率が5%程度に緩和された。また1996年（平成8年）9月の免許制度改正から「指定自動車教習所」で大型二輪免許の教習を受けられるようになった。これによって容易に免許を取得できるようになり、大型自動二輪免許の保有者数は飛躍的に増加した。
1996年（平成8年）から、大型自動二輪車免許と普通自動二輪車免許が独立した免許区分となったため、現在では普通自動二輪車免許の限定免許を解除して大型自動二輪車免許を取得することはできない。同じ理由により、普通自動二輪車免許で大型自動二輪車を公道で運転した場合、免許条件違反ではなく「無免許運転」となる。
2005年（平成17年）6月より、二輪免許にもオートマチック限定免許が創設され、400ccを超えるAT自動二輪車は、大型二輪免許のAT限定を取得すれば乗ることができるようになった。しかし、1977年（昭和52年）4月21日に発売されたホンダEARA（エアラ）を例外とすると、新設当時には650ccを超えるオートマチック車両が日本国内で販売されていなかったことから、大型二輪免許のAT限定には、650cc以下に排気量が限定されていた。
2019年（令和元年）12月より、大型二輪免許のAT限定で運転できる大型二輪AT車の排気量の上限は無制限となった。これは2019年（令和元年）12月以降に新規で免許を取得した者だけではなく、既存の大型二輪免許のAT限定を保有している者も対象となる。一方で、同日より電動機など内燃機関以外を動力源とする二輪車についても、定格出力が20kWを超える場合には大型二輪に区分されるようになった。
指定自動車教習所で教習を受ける場合、普通自動二輪免許やその他の自動車免許を保有していなくても直接大型二輪免許の教習を受けられることが標準化されているが、現有免許に応じて最短教習時限数が異なる。先に普通二輪免許あるいは小型限定の普通二輪免許を取得して、段階的に大型二輪免許を取得すると、技能教習については最短教習時限数の総数は少なくなる一方、中途段階の卒業検定や免許取得手続きは多くなる。一部の指定自動車教習所では、大型自動二輪車免許の教習条件として「普通自動二輪車免許を受けて、受けていた期間が通算して二年以上」または「普通自動車を運転できる運転免許の保有者のみ」に限定しているところもあるので、あらかじめ自動車教習所で確認が必要である。
大型自動二輪の教習を受けている者が、普通二輪免許あるいは小型限定の教習へ移行を希望する場合は、それまでに行った技能教習は、普通自動二輪あるいは小型限定の相当する課程を修了したものとみなされる。大型自動二輪免許あるいは普通自動二輪免許（小型限定を含む）を取得後に普通自動車免許、準中型自動車免許、大型特殊自動車免許を取得するときは、一部を除く学科講習と学科試験は免除され、技能講習および技能試験のみで取得できる。
またその逆もあり、普通自動車免許、準中型自動車免許（5t限定、AT5t限定を含む）、中型自動車免許（8t限定、AT8t限定を含む）、大型自動車免許、大型特殊自動車免許、これらの第二種運転免許を取得している者が、大型自動二輪、または、普通自動二輪（小型限定を含む）の免許を指定自動車教習所で取得する場合は、学科教習（一部を除く）と学科試験が免除されるため、技能検定を合格し、適性試験を合格すれば、運転免許試験場で運転免許証が取得できる。

## 750ccが特別な存在となった理由
かつては大型自動二輪車の代名詞といえば排気量750ccの、いわゆる「ナナハン」であった。これはCB750FOURが販売された時、その200km/hを超える最高速度から、警察庁の要請により国内メーカーが日本で販売できるバイクの排気量を750ccまでとする、オートバイ製造企業の自主規制が行われたためである。
そのため、カワサキがZ1の排気量を750ccに抑えたZ2を開発したのを皮切りに、各社とも輸出用車両のシャーシに750ccのエンジンを搭載するケースが1980年代中頃まで見られた。
1988年（昭和63年）に自主規制が撤廃されて以来、エンジン排気量1,000ccを超える「リッターマシーン」車種が多く発売されているが、国内フェリーのバイク航送料金が750ccで区別されているのは、この名残である。